# رومولو كابرال بيريرا بينتو
رومولو كابرال بيريرا بينتو هو لاعب كرة قدم برازيلي في مركز الهجوم، ولد في 2 نوفمبر 1991 في ريو دي جانيرو في البرازيل. لعب مع باوليستا ونادي سكندربيو كورتشه ونادي فريبورغنزيه الرياضي ونادي فيروفياريا ونادي هاماربي لكرة القدم.

## وصلات خارجية
- رومولو كابرال بيريرا بينتو على موقع رابطة كرة القدم اليابانية للمحترفين (اليابانية)
- رومولو كابرال بيريرا بينتو على موقع قاعدة بيانات كرة القدم.إي يو (الإنجليزية)
- رومولو كابرال بيريرا بينتو على موقع Soccerway.com (الإنجليزية)
- رومولو كابرال بيريرا بينتو على موقع عالم كرة القدم.نت (الإنجليزية)